# Kalac (Mošćenička Draga)
Kalac (olaszul: Callaz) falu Horvátországban, Tengermellék-Hegyvidék megyében. Közigazgatásilag Mošćenička Dragához tartozik.

## Fekvése
Fiume központjától 22 km-re, községközpontjától 4 km-re délnyugatra a Tengermelléken, az Isztriai-félsziget északkeleti részén, az Učka-hegység lejtőin fekszik. Településrészei Andrići, Dugići, Mihani, Lucetići, Petehi és Šoškići.

## Története
1857-ben 596, 1910-ben 292 lakosa volt. Az első világháború után az Olasz Királyság szerezte meg ezt a területet, majd az olaszok háborúból kilépése után 1943-ban német megszállás alá került. 1945 után a területet Jugoszláviához csatolták, majd ennek széthullása után a független Horvátország része lett. 2011-ben a falunak 26 lakosa volt.

## Lakosság
| Lakosság változása | Lakosság változása | Lakosság változása | Lakosság változása | Lakosság változása | Lakosság változása | Lakosság változása | Lakosság változása | Lakosság változása | Lakosság változása | Lakosság változása | Lakosság változása | Lakosság változása | Lakosság változása | Lakosság változása | Lakosság változása |
| ------------------ | ------------------ | ------------------ | ------------------ | ------------------ | ------------------ | ------------------ | ------------------ | ------------------ | ------------------ | ------------------ | ------------------ | ------------------ | ------------------ | ------------------ | ------------------ |
| 1857               | 1869               | 1880               | 1890               | 1900               | 1910               | 1921               | 1931               | 1948               | 1953               | 1961               | 1971               | 1981               | 1991               | 2001               | 2011               |
| 596                | 559                | 370                | 328                | 327                | 292                | 481                | 426                | 178                | 177                | 126                | 92                 | 62                 | 43                 | 39                 | 26                 |